# 1301 Івонн
1301 Івонн (1301 Yvonne) — астероїд головного поясу, відкритий 7 березня 1934 року.
Тіссеранів параметр щодо Юпітера — 3,044.